# Giuseppe Fontana (architetto)
Giuseppe Fontana, citato anche col nome polacco Józef Fontana (Mendrisio, 21 giugno 1676 – Varsavia, dopo il 1739), è stato un architetto italiano, attivo in Svizzera e in Polonia.

## Biografia
Giuseppe Fontana nacque in una famiglia di costruttori e architetti della Valsolda, territorio lombardo al confine con la Svizzera. 
Arrivò a Varsavia nel 1694, invitato da parenti della madre: l'architetto Giuseppe Simone Bellotti che lavorava per la casa reale e gli zii Giovanni Battista e Domenico Ceroni. Fu poi chiamato a dirigere dal 1697 al 1715 i lavori di costruzione della chiesa, del convento e della scuola dei padri scolopi a Szczuczyn. Rientrò nel 1715 a Varsavia e seguì la costruzione di vari palazzi ed edifici religiosi, come le chiese dei Fatebenefratelli, dei francescani e di Santa Croce.